# 郑汴路
郑汴路是一条河南省郑州市东西走向的主干道，也是一条以家具、建材和装饰企业为主的商业街。

## 历史
郑汴路始建于1985年，西起城东路，向西接东大街，东至中州大道，向东接商都路，全长约3.1公里。由于靠近国道107，同时又有大块土地，1992年，河南中博家具中心在郑汴路东段北侧开建，随后几个大型的家具卖场在此开业。1995年3月，东建材市场在郑汴路西段动工，并于1996年完工，随后一批不锈钢、水暖、陶瓷、铝型材、石材、木地板等专业批发店铺纷纷进驻郑汴路。1998年以后，郑汴路开始成为郑州市的建材市场重要集散地。从2005年开始，一批知名的家装企业也开始向郑汴路靠拢。

## 沿路主要建筑及地点
由西向东排列：
- 长城康桥花园
- 宇通花园
- 恒泰国际
- 绿都广场
- 郑汴路家电城
- 中原信托大厦
- 中原国际博览中心
- 中博家具城
- 凤凰城
- 金水区新栋外国语学校
- 郑州市公安局特警支队
- 上悦城
- 河南省人民检察院
- 粤港商业广场
- 英协花园
- 南航花园新村
- 郑州建业艾美酒店
- 中国郑州建材大世界